# Поцо (Мачерата)
Поцо (итал. Pozzo) насеље је у Италији у округу Мачерата, региону Марке.
Према процени из 2011. у насељу је живело 228 становника. Насеље се налази на надморској висини од 443 м.